# Llibre de Jonàs
El Llibre de Jonàs és un llibre de l'Antic Testament. Es va escriure al segle viii aC.
Narra una coneguda història, que comença quan Jonàs és enviat per Jahvè a predicar a Nínive «ja que el clam de la seva dolenteria ha pujat davant meu» (Jn, 1,1). Desobeint la voluntat divina, Jonàs s'embarca cap a Tarsis (a Hispania). Durant la travessa, s'esdevé una gran tempesta i els mariners, després de fer-ho a sorts, interroguen Jonàs, que admet que la tempesta és culpa seva per haver fugit de Jahvè i els aconsella que el llencin al mar, cosa que finalment fan i, d'aquesta manera, aconsegueixen que el mar es calmi. Un gran peix (que tradicionalment s'ha descrit com una balena) engoleix Jonàs. Després de tres dies de meditació i penediment, Déu mana que el peix vomiti Jonàs en una platja perquè aquest, ara sí, segueixi les ordres i es dirigeixi a Nínive.
El Nou Testament veu en la història de Jonàs una prefiguració de la mort i ressurrecció de Jesús, car Jonàs va estar tres dies al ventre de la balena i va tornar a la vida. La història és un signe de la misericòrdia divina.
Jonàs és esmentat al Corà.

## Referències

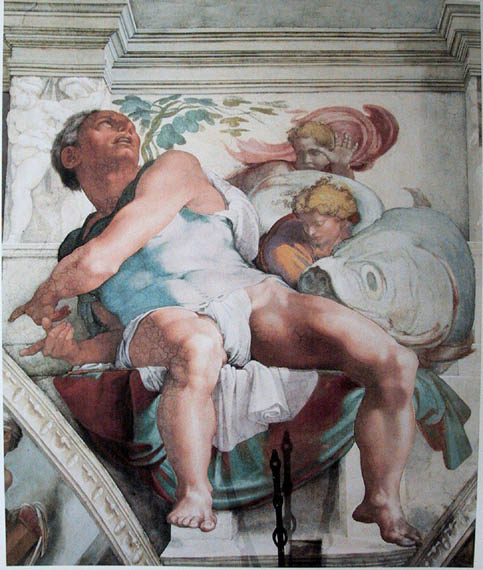
Jonàs representat per Miquel Àngel a la capella Sixtina